# Lipnica (Sava)
Lipnica je prvi desni pritok reke Save po sotočju Save Bohinjke in Save Dolinke. V Savo se izlije v bližini vasi Ovsiše. Potok svoje vode nabira na severovzhodnih pobočjih planote Jelovica, s katere se vanj stekajo trije večji potoki. 
- Levi pritok: Grabnarica
- Desni pritoki: Rečica in Kroparica (s pritokom Črni potok)